# ファルセット
ファルセット（イタリア語: falsetto）とは、声区の一種または発声状態の一つ。歌手が特に高いピッチ（音高）に対応するために作り出す声色、あるいはその発声技術を指す。「仮声」と訳されることもある。

## 概要
ファルセットは声区（声域と声質）の一つとして捉えられることが多いが、発声状態あるいは発声技法の一つとして捉えられることもある。
発声を発声法により細かく分類すると、チェストボイス、ミドルボイス、ヘッドボイス、ファルセットに分類される。このうちチェストボイスは甲状披裂筋を使用した発声、ファルセットは輪状甲状筋を使用した発声で、歌唱時などその中間にあるミドルボイスやヘッドボイス（ミックスボイス）を含めて声区転換しながら発声するためには甲状披裂筋と輪状甲状筋の双方を使う必要がある。
研究機関や辞書の定義にはファルセットを男声高音部の呼称に限定するものも多くみられる。歴史的には16世紀にローマ教皇が人前で女性が演奏することを禁じたため、ソプラノやアルトなどの高音パートを少年やスペインからの歌手（ファルセット歌手）が受け持つようになったが、ポリフォニー音楽が発展する一方で少年の声量不足や変声期などの問題もあり大人の男声が担当するようになった。音声生理学では複数の声区は重なっているとみるが、男性では地声区と頭声区もしくはさらにその上にファルセットの2つまたは3つの声区があり、女性では胸声区、中間区、頭声区の3つの声区があるという主張が多いとされる。ただし、声区に関してクラシック音楽以外の分野では、アルペンヨーデルなどで歌唱法は男女の区別がなく行われており、広義にファルセットと呼ばれている。また、ポップスの分野でもファルセットの用語を使用すべきかどうか議論は分かれている。
また、地声に対する裏声とファルセットの関係についても議論がある。一般的には平常時の咽頭がリラックスした状態である日常会話などで用いている声区の地声区（胸声区）での発声を地声というのに対し、頭声区に属するファルセットが裏声と呼ばれている。しかし、酒井弘のようにファルセットと裏声（頭声）を区別する主張もあり、ファルセットの訳語と解釈に関しては視点の相違が如実に表れていると指摘されている。

## クラシック音楽作品での使用例
ファルセットの音域は、男声歌手であるカウンターテノールが合唱やソリストとしてアルトならびにメゾソプラノの声域を歌うためによく利用される。合唱のテノールは、ソロ歌手が実声で歌うような音域もファルセットで歌うことがある。このようにファルセットは古くから用いられていたが、特定の箇所をファルセットで演奏するように楽譜で定めた作曲家が登場するのはずっと後になってからのことである。ドビュッシーの混声合唱曲『シャルル・ドルレアンによる3つの歌』、ラヴェルの混声合唱曲『3つの歌』ではテノールの一部箇所にこの唱法を求めている。ストラヴィンスキーの『きつね』では、低声歌手のファルセットによってコミカルな効果がもたらされている。カール・オルフのカルミナ・ブラーナではバリトン歌手の独唱にファルセットが用いられる。
1950年代以後声楽にも大きな実験が加えられ、「可能な限り高い音」を出すためにファルセットを使うことが流行した。ジェルジ・リゲティの『アヴァンチュール』、『新アヴァンチュール』、『レクイエム』に見られる。ハインツ・ホリガーはスカルダネッリ・ツィクルスで「全曲がファルセットで演奏される」声楽曲を作曲し、特殊な効果をあげている。

## ポピュラー音楽への応用例
ソウル、ゴスペルなどでは使用頻度の高い歌唱法で、ロックのボーカリストもこの歌唱法を使うこともある。歌謡曲、ニュー・ミュージック、J-POPでもこの歌唱法が使用された例がある。多くの女性歌手は自然にファルセットを歌うことがある（欧米のオペラ、クラシック界においては、女性の声は胸声、ミドルヴォイス、頭声の三種類に区分され、ファルセットは女性には出せないとする見解も強く、多くの場合、女性の発する高音は頭声として理解される）。スキャットのダニエル・リカーリが有名歌手である。ホイットニー・ヒューストンやマライア・キャリーはより高い音域に達するために、たいてい自然な発声からファルセットに切り替えて歌っている。ハワイの歌でもファルセットがしばしば使われており、毎年「ハワイアン・ファルセット・コンテスト」が開かれているほどである。ウイリー沖山はファルセットを使うヨーデル歌手である。
男性シンガーでは、スモーキー・ロビンソン、エディ・ケンドリックス、ラッセル・トンプキンス・ジュニア、ウィリアム・ハート、プリンスやマイケル・ジャクソンは頻繁にファルセットを活用した。

### 主な歌手/グループ
- ウィリアム・ハート（デルフォニックス[注釈 1]）
- エディ・ケンドリックス（テンプテーションズ）
- カーティス・メイフィールド
- クロード・ジーター（スワン・シルヴァートーンズ[注釈 2]）
- CPスペンサー(オリジナルズ[6]）
- ジョニー・カーター(デルズ）
- スモーキー・ロビンソン（ミラクルズ）
- ソニー・ティル（オリオールズ[注釈 3]）
- ダニエル・リカーリ、スキャット
- デヴィッド・バイロン（ユーライア・ヒープ）
- テッド・ミルズ（ブルー・マジック）
- アーロン・ネヴィル
- バリー・ギブ（ビージーズ）
- アンディ・ギブ
- ビリー・ブラウン（モーメンツ、レイ・グッドマン&ブラウン）
- フランキー・ヴァリ（フォー・シーズンズ）
- フィリップ・ベイリー（アース・ウィンド・アンド・ファイアー）
- プリンス
- ベイビーフェイス
- マイケル・ジャクソン
- マット・コヴィントン（フィリー・ディボーションズ[注釈 4]）
- ラッセル・トンプキンス・ジュニア（スタイリスティックス）[7]
- ロバート・プラント（レッド・ツェッペリン）
- ロン・バンクス（ドラマティックス）
- 晃（フィンガー5）
- 伊集加代子、スキャット
- ウイリー沖山、ヨーデル
- TK（凛として時雨）
- キングトーンズ
- シャネルズ
- 橘慶太(w-inds.)
- 灰田勝彦、ヨーデル
- BENNIE K(YUKI)
- 舞乃空
- 村上てつや(ゴスペラーズ）
- 森中花咲(にじさんじ)
- 森山直太朗
- 山下達郎
- ラッツ&スター
- 井口理（King Gnu）

### 代表的な曲
- トーケンズ：「ライオンは寝ている」
- フォー・シーズンズ：「シェリー」
- ビージーズ：「ステイン・アライブ」「ナイト・フィーバー」
- ローリング・ストーンズ：「エモーショナル・レスキュー」
- プラターズ：「オンリー・ユー」
- デルフォニックス：「ララは愛の言葉」「ディドント・アイ」
- モーメント：「孤独のハイウェイ」(1970)
- スタイリスティックス：「ユー・アー・エヴリシング」「ストップ・ルック・リッスン」(1971)
- ブルー・マジック：「サイド・ショウ」(1974)
- フィリー・ディボーションズ：「涙のディスコティック」(1975)
- プリンス：「ウォナ・ビー・ユア・ラヴァー」（1979）、「KISS」（1986）
- 玉置浩二：「行かないで」(1989)
- 米良美一：「もののけ姫」(1997)
- V6：「Can't Get Enough」
- w-inds：「FANTASY」「夢で逢えるのに〜Sometimes I Cry〜」「CAMOUFLAGE」
- 橘慶太：「Brand-New Day」
- 森中花咲:｢諦めモード｣